# Le Banquet de Cléopâtre (Jordaens)
Pour les articles homonymes, voir Le Banquet de Cléopâtre.
 (janvier 2017).
Si vous disposez d'ouvrages ou d'articles de référence ou si vous connaissez des sites web de qualité traitant du thème abordé ici, merci de compléter l'article en donnant les références utiles à sa vérifiabilité et en les liant à la section « Notes et références ».
Le Banquet de Cléopâtre est un tableau de Jacob Jordaens (1593-1678) conservé au musée de l'Ermitage de Saint-Pétersbourg. Composé en 1653, il représente Cléopâtre qui a invité à bord de son navire Marc-Antoine. Celui-ci ayant reçu tout l'orient sous son pouvoir, avait convoqué en Cilicie tous les souverains orientaux soumis à Rome, dont la belle Cléopâtre, reine d'Égypte. Il avait la ferme intention d'obtenir d'elle une grande somme, afin de poursuivre la guerre contre les Parthes. Elle arrive à bord d'une somptueuse galère tendue de pourpre, entourée de jeunes filles vêtues en nymphes et de jeunes garçons déguisés en cupidons pour flatter le goût du faste de Marc-Antoine. Elle l'invite au son des luths et des cithares à un banquet en son honneur à son bord. C'est ainsi que commence une histoire d'amour qui va durer dix ans.
Cléopâtre est représentée au milieu sous les traits d'une belle Flamande, comme on les aimait à l'époque, c'est-à-dire ronde et joufflue. Elle arbore une somptueuse parure de perles. C'est une scène de séduction envers Marc-Antoine. Celui-ci en général romain est représenté avec son casque, visiblement subjugué, le pommeau de son épée symbolisant son attribut viril. Il est séduit car Cléopâtre se joue de lui en laissant tomber une perle dans sa coupe (ce pourquoi le bouffon derrière elle est en train de rire, afin de montrer qu'elle se joue du Romain), ce qui signifie que la somme d'argent dont il a besoin pour faire sa guerre contre les Parthes, est modifiée et qu'en faisant fondre la perle dans du vinaigre, celui-ci devient un breuvage inestimable.
Comme dans nombre de tableaux de Jordaens, un perroquet est représenté, ce qui ajoute de l'exotisme à cette scène galante. De nombreux peintres ont représenté cette scène, comme notamment Tiepolo au palais Labia.
Cette toile a fait partie des tableaux exposés au Petit Palais à Paris pour la première rétrospective Jordaens qui s'est tenue en France, de septembre 2013 à janvier 2014.